# Göinge Mekaniska AB
Göinge Mekaniska AB grundades 1946 och var från början en liten mekanisk verkstad i Hässleholm i norra Skåne som utförde legoarbeten till den lokala industrin. Företaget växte och började så småningom tillverka egna produkter. När så den trapetsprofilerade plåten introducerades på marknaden 1967, men byggföretagen visade sig ointresserade av att montera "knycklad plåt", blev det istället något Göinge Mekaniska, som då var en betydande tillverkare av stålstommar, åtog sig. Snart nog blev att tillverka stålstommar och montera tak- och väggplåt företagets huvudverksamhet och sedermera den enda. Göinge Mekaniska blev ett stålbyggnadsföretag.
Göinge Mekaniska AB är ett av Sveriges ledande företag för uppförande av större hallbyggnader, så som industrilokaler, höglager, hangarer, köpcenter, idrottshallar och andra höga och stora byggnader.
Företaget hade ett mycket väl utvecklat industriellt byggkoncept och arbetade uteslutande med prefabricerade stålstommar och  väggelement. Företaget var både konsult och entreprenör, det vill säga man både konstruerade och monterade.
- 1997 köptes företaget av Skanska.[2]
- 2005 fusionerades Göinge Mekaniska med Skanska Sverige.
- 2012 blev det ett eget bolag som såldes till Korsbol Invest AB

## Bilder på byggnader uppförda av Göinge Mekaniska

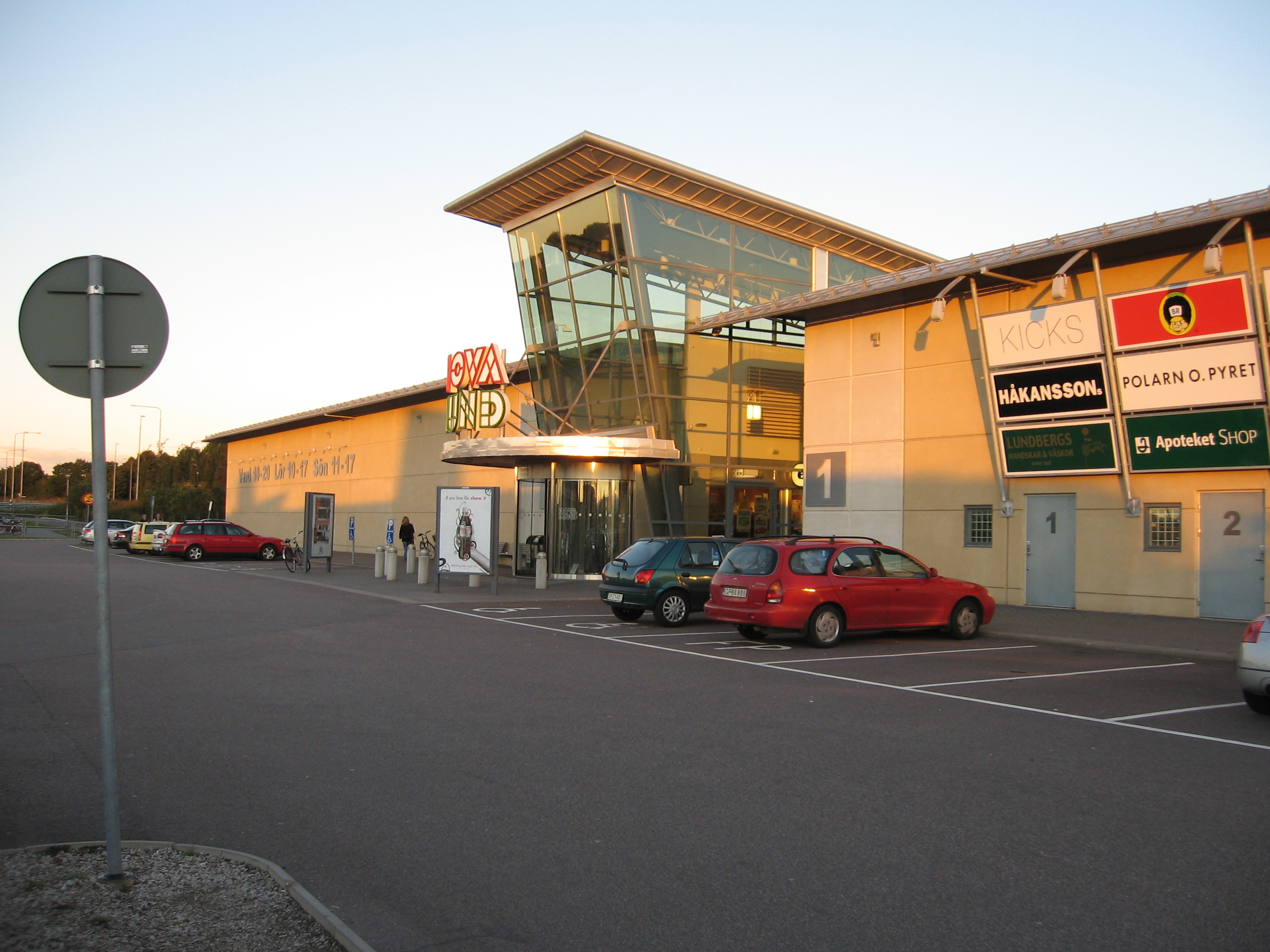
Nova Lund
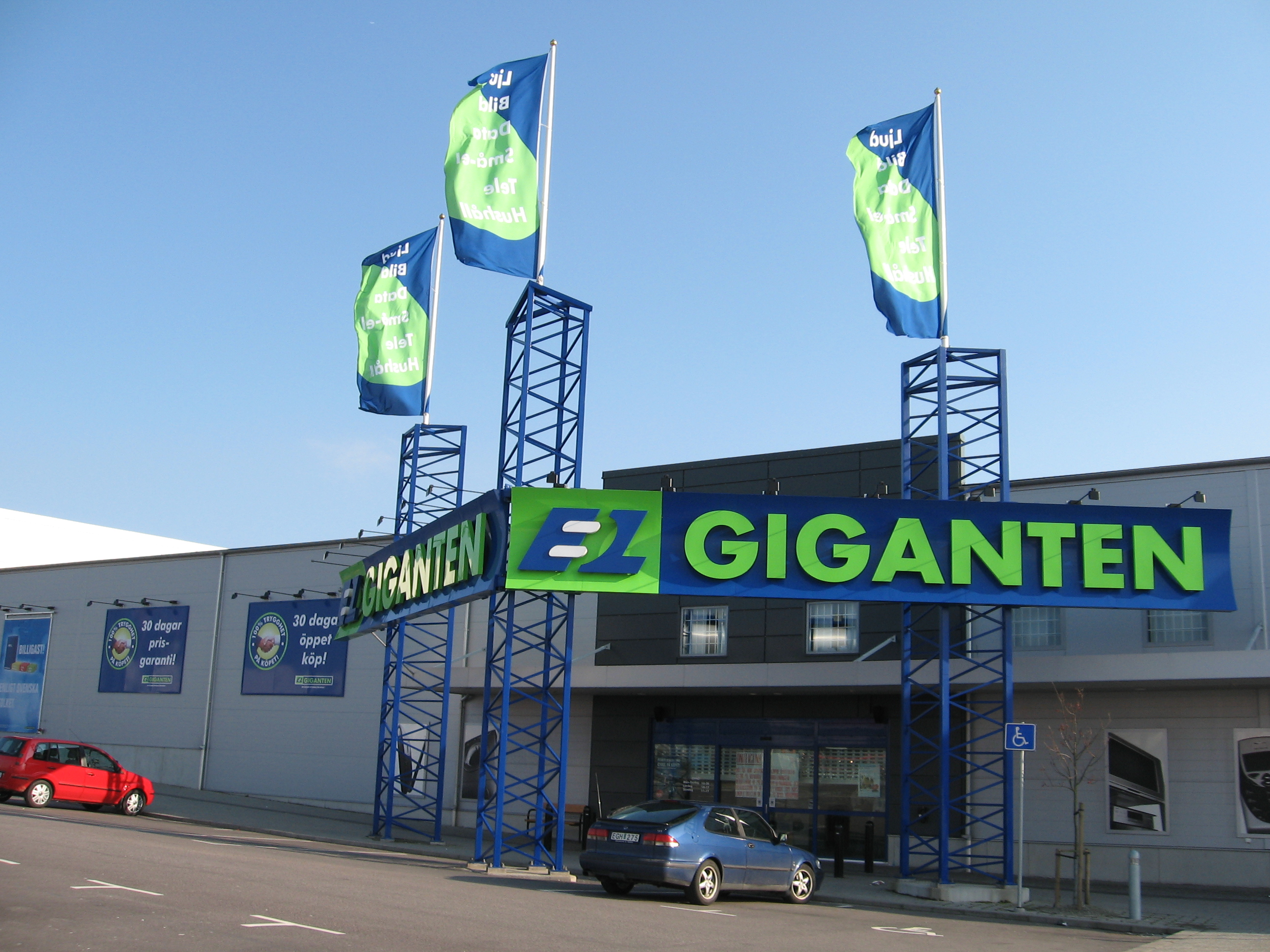
El-giganten Lund